# Цона ди Лало (Лече)
Цона ди Лало (итал. Zona di Lallo) је насеље у Италији у округу Лече, региону Апулија.
Према процени из 2011. у насељу је живело 64 становника. Насеље се налази на надморској висини од 35 м.